# Atomic Tom
Atomic Tom ist eine US-amerikanische Rockband aus Brooklyn, New York bestehend aus Luke White (Gesang), Eric Espiritu (Gitarre), Philip Galitzine (Bass) und Tobias Smith (Schlagzeug).

## Geschichte
2005 erschien die erste EP der Band, Anthems for the Disillusioned. 2007 folgte ihre erste Single You Always Get What You Want.
Seit Januar 2010 ist die Band bei Universal Republic Records, einem Label der Universal Music Group, unter Vertrag. Das erste veröffentlichte Album der Band, „The Moment“, erschien am 27. Juli 2010 im iTunes Store, bei Amazon und anderen Online-Musikdiensten. Im November 2010 erschien die CD in Handel.
Im Oktober 2010 wurde die Band bekannt durch die Aufführung ihrer Single Take Me Out, gespielt auf vier mit entsprechenden Instrumenten-„Apps“ ausgestatteten iPhones in einer New Yorker U-Bahn. Die Band gab an, dass ihre Instrumente gestohlen wurden und dass sie deshalb auf ihren iPhones spielten. Die Geschichte war frei erfunden. Das dazugehörige YouTube-Video wurde bis heute über fünf Millionen Mal angesehen. Im Januar 2011 erreichte Take Me Out Platz 22 in Billboards Bubbling Under Hot 100 Charts in den Vereinigten Staaten.
In der Sendung Jimmy Kimmel Live! am 28. Oktober 2010 war die Band zum ersten Mal im Fernsehen zu sehen. Die Band hatte weitere Fernsehauftritte und gab Interviews in den Sendungen The Early Show, Rachael Ray Show, E!News, A Different Spin with Mark Hoppus, und Lopez Tonight.
Im Februar 2011 veröffentlichte die Band die Coverversion Don’t You Want Me von The Human Leagues für den Soundtrack des Films Take Me Home Tonight. In dem dazugehörigen Musikvideo wirken neben den Bandmitgliedern zahlreiche Schauspieler aus dem Film mit.
Im Herbst 2011 waren Atomic Tom als Unterstützung bei der US-Tour von Switchfoot und Anberlin dabei und im März 2012 waren sie Teil des Lineups vom legendären The Rock Boat auf der Fahrt von New Orleans nach Cozumel.

## Diskografie

### Alben
- Rarities and B-Sides (2008)
- The Moment (2010)

### Singles
- You Always Get What You Want (2007)
- Take Me Out (2010)
- Don't You Want Me (2011)
- Break My Heart Around You (2011)

### EPs
- Anthems for the Disillusioned (2005)
- In Parallel (2011)